# Communauté haïtienne au Canada
La communauté haïtienne du Canada est l'ensemble des personnes immigrantes d'origine haïtienne au Canada et des Canadiens d'ascendance haïtienne.

## Histoire
En Nouvelle-France, une partie de la population noire en esclavage était originaire de Saint-Domingue. Sous le régime britannique, cette importation d'esclaves de Saint-Domingue s'est poursuivie,.
En 1957, François Duvalier devient président et instaure une dictature en Haïti qui se terminera en 1986 avec le départ de Jean-Claude Duvalier. Cette dynastie pousse beaucoup de Haïtiens à émigrer et deux vagues d’immigrants haïtiens s’installeront au Canada, plus précisément à Montréal.
Le 15 août 1973, Pierre Elliot Trudeau retire aux visiteurs venus après le 30 août 1972 la possibilité de faire une demande de résidence permanente. Par conséquent, près de 1500 migrants haïtiens sont sujets à la déportation.  Vers la seconde moitié de l'année 1974, le nombre de déportations augmente et un sentiment de panique s’installe chez la communauté haïtienne dont beaucoup ont fui le régime des Duvalier. Le Bureau de la communauté chrétienne des Haïtiens de Montréal, le Congrès des femmes noires du Canada,  la Ligue des droits de l'homme et la Confédération des syndicats nationaux, des membres de la communauté haïtienne de Montréal et du mouvement nationaliste québécois protestent contre cette politique.  Ceux-ci s'indignent du fait qu'on veuille déporter des immigrants francophones dont le Québec a besoin. Cette action collective sera connue sous le nom Opération 1500. Finalement, seulement 55 % des 1 500 pourront demeurer au Canada. Le reste quittera le pays ou deviendra des immigrants clandestins.
L'Entente Couture-Cullen de 1978 et l’inauguration, dans la même année, du vol direct entre Montréal et Port-au-Prince font augmenter l'immigration haïtienne considérablement. De janvier à juin 1979, 100 migrants haïtiens par semaine arrivent à Montréal. L'exilé Paul Déjean surnomme cette vague migratoire: « Les boat people de l'air ». Néanmoins, le nombre d'immigrants haïtiens sans-papiers a tout aussi augmenté. En 1980, près de 2 000 personnes haïtiennes sans titre de séjour vivent au Québec. Le 11 et 12 septembre 1980 l'enquêteur, nommée par le ministre de l'immigration, Julien Harvey publie un rapport recommandant l'amnistie générale pour ces clandestins fuyant une dictature répressive. L'amnistie sera accordée le 24 septembre et près de 4000 Haïtiens clandestins seront régularisés.
Le 1er avril 1982, Transports Canada instaure une nouvelle mesure pour les taxis à l'aéroport Dorval qui affecte gravement les chauffeurs de taxi haïtiens. Pendant près de deux ans, les compagnies de taxi montréalaises licencient en masse cette main-d’œuvre haïtienne qu'elles jugent indésirable et refusent d'employer des chauffeurs noirs.

## Démographie
| Province                  | Nombre  | % population de la province | % population haïtiano-canadienne |
| ------------------------- | ------- | --------------------------- | -------------------------------- |
| Alberta                   | 2 235   | 0,1 %                       | 1,4 %                            |
| Colombie-Britannique      | 1 140   | 0 %                         | 0,7 %                            |
| Île-du-Prince-Édouard     | 30      | 0 %                         | 0 %                              |
| Nouveau-Brunswick         | 300     | 0 %                         | 0,2 %                            |
| Nouvelle-Écosse           | 120     | 0 %                         | 0,1 %                            |
| Nunavut                   | 0       | 0 %                         | 0 %                              |
| Ontario                   | 17 715  | 0,1 %                       | 10,7 %                           |
| Québec                    | 143 165 | 1,8 %                       | 86,7 %                           |
| Manitoba                  | 240     | 0 %                         | 0,1 %                            |
| Saskatchewan              | 115     | 0 %                         | 0,1 %                            |
| Terre-Neuve-et-Labrador   | 30      | 0 %                         | 0 %                              |
| Territoires du Nord-Ouest | 0       | 0 %                         | 0 %                              |
| Yukon                     | 0       | 0 %                         | 0 %                              |
| Total                     | 165 100 | 0,5 %                       | 100 %                            |

### Québec
En 2016, au Canada, 86 % des personnes qui ont déclaré être d’origine haïtienne habitaient au Québec et 92 % d'entre elles étaient montréalaises.

### Ontario
En Ontario, les communautés haïtiennes se répartissent dans deux principales régions. La région de la capitale fédérale, Ottawa, et la région du Grand Toronto. Les Haïtiens de la région d'Ottawa sont nombreux en raison de la proximité du Québec et de la métropole montréalaise où vivent leurs concitoyens. La communauté haïtienne de la région de la Capitale Nationale s'élève à près de 20 000 Haïtiens. La communauté haïtienne de Toronto s'élève à près de 15 000 Haïtiens.